# Recensement des États-Unis de 1890
Le recensement des États-Unis de 1890 est le 11e recensement américain et fut lancé le 2 juin 1890. Il établit que le pays comptait alors 62 979 766 habitants, en augmentation de 25,5 % par rapport au dernier recensement de 1880 avec alors 50 189 209 habitants. Les données montrèrent la disparition de la « Frontière américaine ». Ce recensement montra également que 248 253 Amérindiens vivaient alors aux États-Unis, en baisse par rapport aux 400 764 Amérindiens identifiés lors du recensement de 1850.
C'est à l'occasion du recensement de 1890 que furent utilisées pour la première fois les cartes perforées inventées par l'Américain Herman Hollerith, ouvrant la voie à l'industrie mécanographique, ancêtre de l'informatique actuelle (Hollerith avait été mandaté en raison de l'excessive longueur — 8 ans — de traitement du précédent recensement).
Une partie des relevés de ce recensement fut détruite dans un incendie en 1921 dans les sous-sols du bâtiment du département du Commerce (aujourd'hui l'Herbert C. Hoover Building) à Washington DC (par le feu mais surtout par l'eau et les fumées) mais également plus tard  par destruction : le chef de la bibliothèque du Congrès, qui faisait alors office d'archives nationales, n'ayant pas jugé utile de conserver le reste (les Archives nationales américaines ne seront créées que 13 ans plus tard). Des fragments des relevés de ce recensement existent seulement dans les États d'Alabama, de Géorgie, d'Illinois, du Minnesota, du New Jersey, de New York, de la Caroline du Nord, de l'Ohio, du Dakota du Sud, du Texas et du district de Columbia.